# Општина Мојковац
Општина Мојковац се налази на северу Црне Горе. Седиште општине је градско насеље Мојковац. Према резултатима пописа из 2023. године имала је 6.728 становника.

## Насељена места
У општини се налази 15 насеља.
Поља, Подбишће, Прошћење, Бистрица, Штитарица, Гојаковићи, Калудра, Добриловина, Бурен, Барице, Доке, Косова глава, Караула, Стевановац и центар општине Мојковац, Град Мојковац.

## Становништво

### Национални састав становништва општине по попису 2023. године
| Национални састав (са уделом преко 1%)‍ | Национални састав (са уделом преко 1%)‍ | Национални састав (са уделом преко 1%)‍ | Национални састав (са уделом преко 1%)‍ | Национални састав (са уделом преко 1%)‍ |
| -------------------------------------- | -------------------------------------- | -------------------------------------- | -------------------------------------- | -------------------------------------- |
|                                        |                                        |                                        |                                        |                                        |
| Црногорци                              | Црногорци                              |                                        | 3.634                                  | 54,01%                                 |
| Срби                                   | Срби                                   |                                        | 2.804                                  | 41,68%                                 |
| остали                                 | остали                                 |                                        | 129                                    | 1,82%                                  |
| неизјашњени                            | неизјашњени                            |                                        | 161                                    | 2,39%                                  |
| укупно: 6.728                          |                                        |                                        |                                        |                                        |

### Национални састав становништва општине по попису 2011. године
| Национални састав (са уделом преко 1%)‍ | Национални састав (са уделом преко 1%)‍ | Национални састав (са уделом преко 1%)‍ | Национални састав (са уделом преко 1%)‍ | Национални састав (са уделом преко 1%)‍ |
| -------------------------------------- | -------------------------------------- | -------------------------------------- | -------------------------------------- | -------------------------------------- |
|                                        |                                        |                                        |                                        |                                        |
| Црногорци                              | Црногорци                              |                                        | 5.097                                  | 59,12%                                 |
| Срби                                   | Срби                                   |                                        | 3.058                                  | 35,47%                                 |
| остали                                 | остали                                 |                                        | 137                                    | 1,59%                                  |
| неизјашњени                            | неизјашњени                            |                                        | 330                                    | 3,83%                                  |
| укупно: 8.622                          |                                        |                                        |                                        |                                        |

### Верски састав становништва општине по попису 2023. године
| Верски састав (са уделом преко 1%)‍ | Верски састав (са уделом преко 1%)‍ | Верски састав (са уделом преко 1%)‍ | Верски састав (са уделом преко 1%)‍ | Верски састав (са уделом преко 1%)‍ |
| ---------------------------------- | ---------------------------------- | ---------------------------------- | ---------------------------------- | ---------------------------------- |
|                                    |                                    |                                    |                                    |                                    |
| Православци                        | Православци                        |                                    | 6.525                              | 96,98%                             |
| атеисти                            | атеисти                            |                                    | 61                                 | 0,91%                              |
| остали                             | остали                             |                                    | 66                                 | 0,98%                              |
| неизјашњени                        | неизјашњени                        |                                    | 76                                 | 1,13%                              |

### Верски састав становништва општине по попису 2011. године
| Верски састав (са уделом преко 1%)‍ | Верски састав (са уделом преко 1%)‍ | Верски састав (са уделом преко 1%)‍ | Верски састав (са уделом преко 1%)‍ | Верски састав (са уделом преко 1%)‍ |
| ---------------------------------- | ---------------------------------- | ---------------------------------- | ---------------------------------- | ---------------------------------- |
|                                    |                                    |                                    |                                    |                                    |
| Православци                        | Православци                        |                                    | 8.250                              | 95,69%                             |
| атеисти и агностици                | атеисти и агностици                |                                    | 74                                 | 0,86%                              |
| остали                             | остали                             |                                    | 129                                | 1,50%                              |
| неизјашњени                        | неизјашњени                        |                                    | 169                                | 1,96%                              |

### Језички састав становништва општине по попису 2023. године
| Језички састав (са уделом преко 1%)‍ | Језички састав (са уделом преко 1%)‍ | Језички састав (са уделом преко 1%)‍ | Језички састав (са уделом преко 1%)‍ | Језички састав (са уделом преко 1%)‍ |
| ----------------------------------- | ----------------------------------- | ----------------------------------- | ----------------------------------- | ----------------------------------- |
|                                     |                                     |                                     |                                     |                                     |
| Српски језик                        | Српски језик                        |                                     | 3.838                               | 57,05%                              |
| Црногорски језик                    | Црногорски језик                    |                                     | 2.464                               | 36,62%                              |
| остали                              | остали                              |                                     | 307                                 | 3,56%                               |
| неизјашњени                         | неизјашњени                         |                                     | 119                                 | 1,77%                               |

### Језички састав становништва општине по попису 2011. године
| Језички састав (са уделом преко 1%)‍ | Језички састав (са уделом преко 1%)‍ | Језички састав (са уделом преко 1%)‍ | Језички састав (са уделом преко 1%)‍ | Језички састав (са уделом преко 1%)‍ |
| ----------------------------------- | ----------------------------------- | ----------------------------------- | ----------------------------------- | ----------------------------------- |
|                                     |                                     |                                     |                                     |                                     |
| Српски језик                        | Српски језик                        |                                     | 4.779                               | 55,43%                              |
| Црногорски језик                    | Црногорски језик                    |                                     | 3.331                               | 38,63%                              |
| остали                              | остали                              |                                     | 255                                 | 2,96%                               |
| неизјашњени                         | неизјашњени                         |                                     | 257                                 | 2,98%                               |